# ماريا أوبراين
ماريا أوبراين (بالإنجليزية: Mariah O'Brien)‏ هي ممثلة أمريكية، ولدت في 1971 بأوهايو في الولايات المتحدة.

## وصلات خارجية
- ماريا أوبراين على موقع IMDb (الإنجليزية)
- ماريا أوبراين على موقع قاعدة بيانات الفيلم (الإنجليزية)